# Joanis Ziangas
Joanis (Janis) Ziangas, gr. Ιωάννης (Γιάννης) Ζιάγκας (12 grudnia 1940 w Trikali, zm. 26 stycznia 2025 tamże) – grecki polityk, inżynier i menedżer, od 1982 do 1984 poseł do Parlamentu Europejskiego I kadencji, parlamentarzysta krajowy.

## Życiorys
Ukończył studia z inżynierii cywilnej na Uniwersytecie Technicznym w Grazu. Kształcił się podyplomowo w zakresie ekonomii politycznej w Międzynarodowym Instytucie Rozwoju Ekonomicznego w Wiedniu. W okresie junty czarnych pułkowników działał w Panhelleńskim Ruchu Wyzwolenia, potem wstąpił do Ogólnogreckiego Ruchu Socjalistycznego (od 1977 należał do jego komitetu centralnego). Od 1981 do 1982 był prezesem zarządu przedsiębiorstwa produkującego samochody wojskowe Stagier-Hellas (ELVO).
W 1981 kandydował Parlamentu Europejskiego, mandat uzyskał 6 lipca 1982 w miejsce Andoniosa Jeorjadisa. Przystąpił do Partii Socjalistów, należał do Komisji ds. Stosunków Gospodarczych z Zagranicą. Od 1984 kierował państwową firmą zbrojeniową Pyrkal. W latach 1986–1993 oraz 1996–2000 zasiadał w Parlamencie Hellenów z okręgu Trikala, czterokrotnie uzyskując reelekcję. W międzyczasie od 1993 do 1996 zajmował stanowisko wiceprezesa Narodowego Banku Grecji. Między 2005 a 2015 był natomiast doradcą prezydenta Karolosa Papuliasa.
Żonaty z Marią, dziennikarką prasową (zm. 2019); mieli dwoje dzieci. Jego brat Michalis Ziangas był bliskim współpracownikiem i sekretarzem Andreasa Papandreu.